# Since You're Gone
"Since You're Gone" (em português: Desde que você se foi) é o título da canção do grupo The Cars, terceiro single de seu quarto álbum de estúdio, Shake It Up que foi lançado em 1981. Ganhou uma regravação na voz de Amy Jo Johnson em parceria com os mixers Koishii e Hush lançada em janeiro de 2008 no álbum de compilação Souvenirs, e também em um EP especial com quatro faixas da canção.
A música é uma composição original do músico e produtor musical estadunidense, Ric Ocasek, o líder e principal vocalista do grupo The Cars. A letra fala sobre as consequências que o fim de um relacionamento e a partida de uma pessoa amada podem trazer. Com um riff de guitarra suavizado e uma melodia progressiva, a música caminha do New Wave ao Pop Rock, mantendo o diferencial das bandas de rock do início dos anos 80, com "menos" punk e mais refrões voltados ao rock comercializado pelas estações de rádio.

## Repercussão e clipe
Assim que foi lançada como single, a canção "Since You're Gone" debutou na Billboard Mainstream Rock ocupando a posição de número 30 e subindo nas semanas seguintes para a posição 24. A música também entrou para a The Billboard Hot 100 de 1982 na posição 41.
Com o sucesso da canção, o grupo The Cars filmou o seu videoclip, lançado para as redes de TV norte-americanas. O iníco, mostra os integrantes tocando em uma sala de estar, com Ric Ocasek vestindo um terno azul e tocando uma guitarra rosa. Em seguida, são mostradas cenas de uma mulher fazendo as malas e de funcionários de uma companhia de mudança, interpretados pelos próprios músicos, entrando na casa e retirando os móveis. Começam então, as cenas de ilusão de várias mulheres, vistas pelo protagonista do clipe, como a que está deitada na cama, mas que na verdade é apenas uma guitarra rosa. No final, Ric Ocasek encontra-se sozinho. Ele vê o caminhão de mudanças partir, mas ao mesmo tempo, enxerga ao seu lado sua banda e a imagem das mulheres que imaginou. O uso do terno azul e da guitarra rosa por Ric,tornaram-se a marca de suas performances ao vivo da canção.

## Trilha sonora
A gravação da banda The Cars, fez parte da trilha sonora de dois álbuns de filmes. O primeiro foi The Last American Virgin de 1982, estrelado por Lawrence Monoson e Kimmy Robertson. O segundo filme a utilizar a canção foi Private Parts de 1997, com Howard Stern e Paul Giamatti.

## Versão por Amy Jo Johnson
"Since You're Gone" foi resgatada no final de 2007, pelos mixers norte-americanos Koishii e Hush. Eles convidaram a cantora americana Amy Jo Johnson para ser a vocalista dessa nova gravação. Em duas versões diferentes, Koishii e Hush deram a música uma roupagem moderna e misturam a dinâmica da música eletrônica à suavidade folk presente na voz de Amy Jo.
| “ | Eu sei que esse não é o estilo de música que eu canto, mas foi bastante divertido. Eu realmente posso dizer que amei fazer isso e acho que ficou surpreendente. Koishii & Hush são impressionantes no que fazem. | ” |

### Starchamber Mix
A primeira das versões produzidas por Koishii e Hush é considerada uma música eletrônica downtempo, onde sua principal característica é o andamento calmo, com um ritmo espaçado e preenchido por uma linha harmônica. A canção se inicia e termina com o som fragmentado de uma caixinha de música, e é marcada por uma melodia vagarosa que trás um ar misterioso, sedento e melancólico. A versão Starchamber Mix também está presente no álbum Souvenirs, uma compilação que reuniu regravações de clássicos de artistas da música romântica americana, lançado em Janeiro de 2008.

### Remix Radio Edit
A segunda versão, chamada de Remix Radio Edit ou apenas Radio Edit, é voltada as pistas possuindo uma melodia progressiva com tendências do trance. Nela estão presentes também, as usuais batidas rápidas e dançantes das canções eletrônicas. Koishii e Hush lançaram os instrumentais de ambas às versões, formando assim o EP Since You're Gone com quatro faixas, sendo duas cantadas por Amy Jo e duas instrumentais.

### Faixas
Lista com as quatro faixas do EP Since You're Gone, lançado por Koishii e Hush e Amy Jo Johnson, em Janeiro de 2008 pela Expansion Team Records.
| Download digital |                                                      |         |  |
| N.º              | Título                                               | Duração |  |
| 1.               | "Since You're Gone - StarChamber Mix"                | 5:17    |  |
| 2.               | "Since You're Gone - Radio Edit"                     | 3:24    |  |
| 3.               | "Since You're Gone - StarChamber Mix (Instrumental)" | 5:17    |  |
| 4.               | "Since You're Gone - Radio Edit (Instrumental)"      | 3:24    |  |
| Duração total:   | Duração total:                                       | 17:20   |  |

## Desempenho nas paradas
| Top (1982)                                 | Melhor posição |
| ------------------------------------------ | -------------- |
| Estados Unidos - Billboard Hot 100         | 41             |
| Estados Unidos - Billboard Mainstream Rock | 24             |
| Austrália - Parada de Singles ARIA         | 28             |